# Asia Cup 2001
Der Asia Cup 2001 im Badminton fand vom 2. bis zum 6. Mai 2001 in Singapur statt. Sieger wurde das Team aus China.